# Římskokatolická farnost Pohoř
Římskokatolická farnost Pohoř je farnost římskokatolické církve v děkanátu Bílovec ostravsko-opavské diecéze.
Farním kostelem je kostel svatého Prokopa v Pohoři, postavený roku 1793 na místě staršího dřevěného.

## Historie
Farnost v Pohoři se poprvé zmiňuje v zápise v olomouckých zemských deskách k roku 1440. Jménem je znám Jan zvaný Číšník (pincerna), který rezignoval roku 1454 a na jeho místo nastoupil Josef. Na existenci farnosti lze usuzovat i ze zvonů datovaných k roku 1490 a 1546.
Z pozdější doby se farnosti týká jen zpráva z roku 1588, kdy majitel fulneckého panství Jan starší Skrbenský z Hříště uvedl ke kostelům na svém panství včetně Pohoře protestantské kazatele. Za třicetileté války farnost zanikla a Pohoř spadala do farnosti Fulnek spravované fulneckými augustiniány. Ti do Pohoře jezdili odbývat bohoslužby pro věřící ze vsi i z Jestřabího a Kletného.
Fulnecký klášter byl roku 1784 v rámci josefinských reforem zrušen a současně byla u řady z jím spravovaných kostelů zřízena nebo obnovena samostatná duchovní správa. Rovněž v Pohoři zřídila náboženská matice lokální kuracii. Prvním kurátem se zde stal bývalý kanovník rozpuštěného fulneckého kláštera Michael Schiffner (1786–1801). V poslední třetině 19. století byla kuracie povýšena na farnost.
Patronát farnosti ve středověku a raném novověku do třicetileté války patřil vrchnosti, tj. majiteli panství Fulnek. Patronát nad obnovenou farností roku 1784 převzala náboženská matice.
Roku 1859 žilo ve farnosti 495 obyvatel, vesměs římských katolíků. V roce 1930 žilo ve farnosti 402 obyvatel, z čehož 398 (99 %) se přihlásilo k římskokatolickému vyznání.
Farnost Pohoř zahrnovala vždy pouze vesnici Pohoř a patřila od svého zřízení roku 1784 do roku 1962 k děkanátu Odry, od reorganizace církevní správy k 1. lednu 1963 patří k děkanátu Bílovec. Do roku 1996 byla součástí arcidiecéze olomoucké, od uvedeného roku pak nově vytvořené diecéze ostravsko-opavské.
Od druhé světové války a odsunu původních obyvatel je farnost převážně spravována excurrendo. Od roku 2010 farnost spravuje oderský farář Petr Kuník.

## Bohoslužby
| Kostel                 | Místo | Bohoslužba (den)                      | Hodina                     | Poznámka     |
| ---------------------- | ----- | ------------------------------------- | -------------------------- | ------------ |
| kostel svatého Prokopa | Pohoř | sobota (co 14 dní) neděle (co 14 dní) | 18.30 (v zimě 17.30) 11.00 | farní kostel |